# Gregorio De Filippis Delfico
Gregorio De Filippis Delfico (Napoli, 23 ottobre 1801 – Notaresco, 4 maggio 1847) è stato un politico, poeta e scrittore italiano con cittadinanza sammarinese, era figlio di Troiano De Filippis, napoletano, e di Aurora Cicconi, teramana.

## Biografia
La famiglia De Filippis dei conti di Longano era originaria della Campania e imparentati con i conti De Secada, spagnoli,  mentre i Cicconi, patrizi teramani, originari di Morro d'Oro, erano imparentati con i Filangeri di Napoli, con i de Bracamonte de Pegnoranda imparentati con la imperatrice Eugenia de Montijo, moglie di Napoleone III.
Visse gli anni della giovinezza a Napoli. Nel 1820 sposò Marina Delfico, ultima della sua famiglia, e unì al proprio cognome quello della moglie per patto nuziale. Marina era la figlia di Orazio Delfico e Diomira Mucciarelli, (figlia di Odoardo Mucciarelli, conte di S. Ginesio, patrizio di Ascoli e di Maria Gerolama Tiraboschi, nobile di Jesi e di Senigallia) e nipote di Giovan Bernardino, il fratello maggiore di Melchiorre.
La famiglia Mucciarielli era imparentata con le più antiche famiglia marchegiane Malaspina, Quiderocchi, Centini, Tiraboschi, Fagnani Testini, Mastai.
Si dedicò Gregorio al risanamento dell'azienda agricola e alla valorizzazione del patrimonio dei Delfico, trascurato in passato anche per le travagliate vicende politiche che avevano coinvolto in qualche modo tutti i membri della famiglia che avevano patito esilio e persecuzioni.
L'apprezzamento dello zio Melchiorre per Gregorio si trova chiaramente espresso in una lettera indirizzata nel 1825 all'amico Luigi Dragonetti nella quale si legge:
(Melchiorre Delfico, Lettera a Giacinto Dragonetti, Epistolario, vol. IV delle opere complete)
Gregorio e Marina ebbero poi nove figli alcuni dei quali a loro volta si distinsero nei rispettivi campi di attività: Troiano (1821-1908), Giovan Bernardino (1823-1870), Melchiorre (1825-1895), Filippo (1827-1907), Aurora (1829-1892), Lodovico (1833-1866), Margherita (1835-1910), Michele (1840-1905), Rosa (1843-1930).
Il 16 dicembre 1821 ottenne la cittadinanza sammarinese dai Capitani reggenti Giuliano Malpeli e Pietro Berti per la sua parentela con Melchiorre Delfico, molto stimato in Repubblica.

## Gli anni dell'impegno letterario
Lo zio Melchiorre fu ricambiato dalla assoluta venerazione sempre mostrata nei suoi confronti dal nipote acquisito. Gregorio ebbe nella massima cura la biblioteca e le carte di famiglia, soprattutto quelle di Melchiorre e, alla morte di questi, pubblicò un corposo saggio bio-bibliografico in due volumi e La Delficina, una raccolta di aforismi, due opere che fecero da punto di riferimento ai successivi studi sul filosofo teramano.
Tra il 1832 e il 1836 Gregorio pubblicò tutti i suoi più importanti scritti poetici.
Il suo impegno letterario si espresse in numerosi generi: oltre ai saggi appena citati compose opere poetiche, poemetti burleschi, tragedie, drammi storici e una commedia che vengono elencati in bibliografia. Fu in corrispondenza epistolare con Giacomo Leopardi e con numerosi altri intellettuali.
Collaborò attivamente al Giornale abruzzese di scienze lettere e arti fondato (nel 1835 con il titolo di "Filologia Abruzzese") e diretto da Pasquale De Virgiliis con il quale fu in amicizia e in corrispondenza. Pubblicò articoli anche sulla rivista napoletana Il progresso delle scienze, delle lettere e delle arti.

## Gli anni dell'impegno politico
Negli anni successivi prevalse nella sua vita l'impegno politico e amministrativo.
Dal 1841 fu presidente della Provincia di Teramo. Alla stessa data sostituì anche il suocero Orazio Delfico come socio ordinario della Società economica, di cui era socio onorario dal 1829.
Partecipò con la Società economica alla Istituzione dell'Orto botanico di Teramo (oggi Villa comunale). D'altra parte il suo impegno pubblico si indirizzò soprattutto al settore dell'agronomia che lo vedeva impegnato anche, in prima persona, nella conduzione di un'azienda agricola di notevoli proporzioni che riuniva le terre dei Dèlfico, nel teramano, e quelle dei Longano in Molise. Fu un innovatore, sperimentò nuove tecniche e istituì "poderi modello" per migliorare le condizioni lavorative e produttive del settore.
Formulò proposte, solo in parte realizzate, sia nel campo della viabilità, circa il tratto stradale da Giulianova a Montorio e il collegamento con Roma; sia nel campo della finanza, relativamente alla istituzione di Casse di risparmio che furono poi concretate solo molti anni dopo.

## I viaggi
Per tutta la vita Gregorio fu viaggiatore instancabile, visitò l'intera penisola e i principali paesi europei. Di grande importanza documentaria le numerose lettere ai familiari scritte durante i suoi viaggi, lettere che rappresentano il diario interiore di un intellettuale alla scoperta del mondo e dalle quali emerge tutta l'umanità del personaggio, la cura costante e i pensieri affettuosi per la moglie, per i figli e finanche per le persone al suo servizio.

## La morte
Si spense improvvisamente nel 1847 mentre faceva tappa a Notaresco, sulla via del ritorno da Montesilvano a Teramo.

## Scritti
- Il genio degli Appennini. Idillio nella faustissima occasione della venuta in Teramo di Sua Maestà Ferdinando II … , Teramo, Marsili, 1832;
- Il giudizio universale, poema di Gregorio De Filippis-Delfico, conte di Longano, Napoli, Da' torchi di Raffaello Di Napoli, 1832;
- La valle di Simmentall, poemetto boschereccio, Napoli, Da' torchi di Raffaello Di Napoli, 1832;
- La sventura europea; Le epistole ai monti e La visione, poesie, Firenze, co' tipi di V. Batelli e figli, 1833;
- La Peleide e la Risomania, poemetti burleschi, Firenze, Per Batelli e figli, 1833;
- Gl'incanti soavi della solitudine e della malinconia, Firenze, stamp. Magheri, 1833;
- Ricordi e fantasie su Bagni di Lucca, Firenze, Magheri, 1834;
- Dirce, Napoli, Azzolina, 1834;
- Della vita e delle opere di Melchiorre Delfico, Teramo, Presso Ubaldo Angeletti, 1836;
- La campana di quaresima; e La Madonna del pianto; con una epistola, Napoli, da R. De Stefano e socii, 1836;
- Discorso sulla importanza d'una storia generale dell'industria e del commercio degli italiani, Teramo, Angeletti, 1836;
- Poche idee di miglioramento per le contrade del Primo Apruzzo Ultra, discorso pronunciato il primo maggio 1841 nell'apertura del Consiglio generale della provincia medesima, Teramo, stamp. Angeletti, 1841;
- La Delficina, o sia raccolta di pensieri di Melchiorre Delfico sopra svariati argomenti rinvenuta fra gli scritti postumi di lui, con un discorso ed alcune note dell'editore, Napoli, Trombetta, 1841;
- Nuovo Saggio Specolativo sulla Origine e degenerazione della Terra, (a cura di Elso Simone Serpentini e Loris Di Giovanni), prefazione di Mauro Norton Rosati di Monteprandone De Filippis Delfico, Artemia Nova Editrice, 2020.

## Archivio, scritti inediti e carteggi
Per una panoramica sulle carte private di Gregorio, sugli scritti inediti e sull'epistolario, si può fare riferimento a:
- Donatella Striglioni ne' Tori, L'inventario del fondo Dèlfico. Archivio di Stato di Teramo, Teramo, Centro abruzzese di ricerche storiche, 1994;
- Marcello Sgattoni, Il “Fondo Delfico” della Biblioteca provinciale di Teramo, in “Aprutium”, 1995, nn.1-2;